# Dansk Melodi Grand Prix 2018
Der 48. Dansk Melodi Grand Prix 2018 fand am 10. Februar 2018 in Aalborg statt und war der dänische Vorentscheid für den Eurovision Song Contest 2018 in Lissabon (Portugal). Es war das siebte Mal, dass Aalborg den Vorentscheid austrug. Die Sendung wurde, wie schon 2017, von Annette Heick und Johannes Nymark moderiert.

## Format

### Konzept
Auch 2018 gab es wieder ein paar Änderungen im dänischen Vorentscheid. Unter anderem wurde das Fenster zum Einreichen von Beiträgen am 4. Juli 2017 geöffnet und wurde nicht mehr geschlossen. Alle Beiträge, die bis zum 15. September 2017 eingerechnet wurde, waren potentielle Titel für 2018. Die Beiträge, die danach eingereicht wurden, sind potentielle Titel für 2019. Außerdem wurde der Produzent der Show geändert. Zuvor war Cutfather der Produzent, ab 2018 übernahm Mads Engaard den Job. Eine weitere Änderung war, dass man die kurzen Einspielfilme vor einem Auftritt durch Interviews mit den Teilnehmern nach dem Auftritt ersetzte. Sonst traten wieder zehn Beiträge in einer Show auf, wovon drei das Superfinale erreichten, in dem sich der Sieger entschied. Das Ergebnis in beiden Runden wurde zu 50 % von einer Jury und zu 50 % vom Televoting bestimmt.

### Beitragswahl
Vom 4. Juli bis zum 15. September 2017 hatten Komponisten die Gelegenheit, einen Beitrag bei DR einzureichen. Auch ausländische Komponisten durften teilnehmen. Der Sänger musste allerdings eine Verbindung zu Dänemark vorweisen.
Das Auswahlverfahren erfolgte wie 2017: Der Produzent Mads Engaard sowie eine 50-köpfige Jury, die sich aus Fachleuten der Musikbranche, Mitgliedern des Fanclubs MelodiGrandPrixFans.dk und einer repräsentativen Auswahl an Fernsehzuschauern zusammensetzen, wählten die zehn Teilnehmer zum Dansk Melodi Grand Prix 2018 aus.

## Teilnehmer
Am 22. Januar 2018 wurden die zehn Interpreten im Konzerthaus Kopenhagen vorgestellt. Ditte Marie nahm bereits 2011 und  2012 am DMGP teil, während Albin Fredy bereits 2013 am DMGP teilnahm. Die Lieder wurden allerdings erst am 5. Februar 2018 veröffentlicht.
| Startnr. | Interpret          | Lied Musik (M) und Text (T) | Sprache  | Übersetzung (inoffiziell)    | Bild               |
| -------- | ------------------ | --- | -------- | ---------------------------- | ------------------ |
| 01       | Ditte Marie        | Riot M/T: Lise Cabble, Theis Andersen, Chris Wahle                                                                                   | Englisch | Aufstand                     | Ditte Marie        |
| 02       | Anna Ritsmar       | Starlight M/T: Lise Cabble | Englisch | Sternenlicht                 | Anna Ritsmar       |
| 03       | Rasmussen          | Higher Ground M/T: Niclas Arn, Karl Eurén                                                                                            | Englisch | Höherer Boden                | Rasmussen          |
| 04       | Sannie             | Boys on Girls M/T: Sannie Carlson, Domenico Canu, James Reeves                                                                       | Englisch | Jungs an Mädchen             | Sannie             |
| 05       | Sandra             | Angels to My Battlefield M/T: Lars „Chief 1“ Pedersen, Ronny Vidar Svendsen, Anne Judith Stokke Wik, Nermin Harambasic, Sandra Hilal | Englisch | Engel zu meinem Schlachtfeld | Sandra             |
| 06       | Lasse Meling       | Unfound M/T: Lasse Meling, Kim Nowak-Zorde, TheArrangement                                                                           | Englisch | Nicht gefunden               | Lasse Meling       |
| 07       | CARLSEN            | Standing Up for Love M/T: Thomas Thörnholm, Michael Clauss, Dave Rude                                                                | Englisch | Für die Liebe aufstehen      | CARLSEN            |
| 08       | KARUI              | Signals M/T: Annelie Karui Saemala, Jeanette Bonde, Daniel Fält, Jonas Halager                                                       | Englisch | Signale                      | KARUI              |
| 09       | Rikke Ganer-Tolsøe | Holder Fast i Ingenting M/T: Rune Braager, Clara Sofie Fabricius, Andrea Emilie Fredslund Nørgaard                                   | Dänisch  | An nichts festhalten         | Rikke Ganer-Tolsøe |
| 10       | Albin Fredy        | Music for the Road M/T: Rune Braager, John Garrison, O. Antonio                                                                      | Englisch | Musik für die Straße         | Albin Fredy        |

 Kandidat hat sich für das Super-Finale qualifiziert.

### Super-Finale

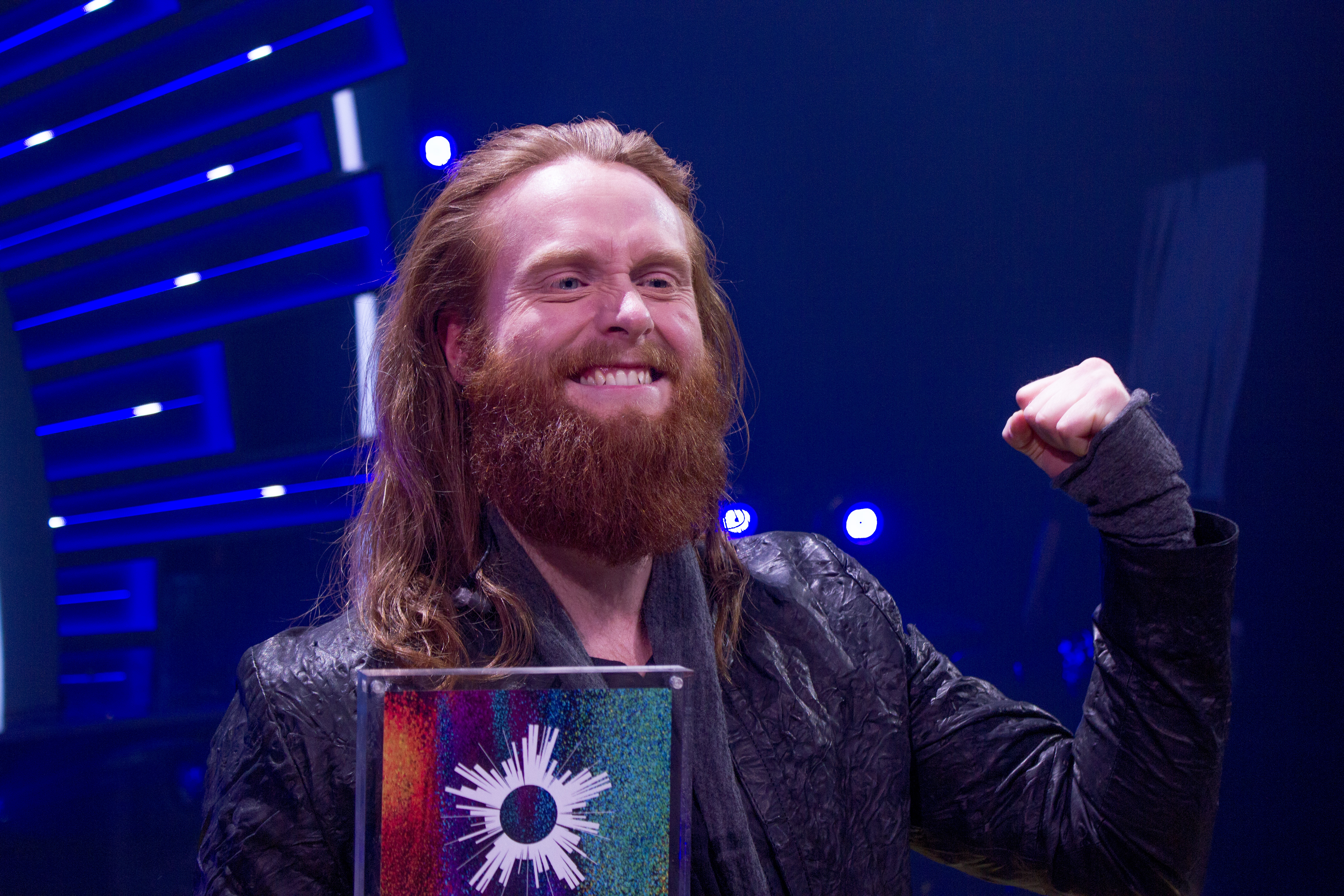
Rasmussen nach seinem Sieg

| Platz | Startnr. | Interpret    | Lied                                                            | Ergebnis (in Prozent) | Ergebnis (in Prozent) | Ergebnis (in Prozent) |
| Platz | Startnr. | Interpret    | Lied                                                            | Jury                  | Zuschauer             | Gesamt                |
| ----- | -------- | ------------ | --------------------------------------------------------------- | --------------------- | --------------------- | --------------------- |
| 1.    | 03       | Rasmussen    | Higher Ground M/T: Niclas Arn, Karl Eurén                       | 30 %                  | 20,1 %                | 50 %                  |
| 2.    | 02       | Anna Ritsmar | Starlight M/T: Lise Cabble                                      | 13,8 %                | 18 %                  | 31 %                  |
| 3.    | 10       | Albin Fredy  | Music for the Road M/T: Rune Braager, John Garrison, O. Antonio | 6,7 %                 | 11,9 %                | 19 %                  |